# Harnischia orissae
Harnischia orissae är en tvåvingeart som först beskrevs av Jean-Jacques Kieffer 1913.  Harnischia orissae ingår i släktet Harnischia och familjen fjädermyggor. Inga underarter finns listade i Catalogue of Life.